# Gastón Casas
Ángel Gastón Casas Jorge (Buenos Aires, 10 gennaio 1978) è un ex calciatore argentino, di ruolo attaccante.